# A Tribe Called Quest
A Tribe Called Quest är en amerikansk hiphopgrupp som bildades 1985 av rapparen/producenten Q-Tip, rapparen Phife Dawg (Malik Taylor) och DJ:en Ali Shaheed Muhammad. Jarobi White var också sporadiskt medlem från starten, fram till 1991.
Gruppens mest kända album är de tre första; People's Instinctive Travels and the Paths of Rhythm (1990), The Low End Theory (1991) och Midnight Marauders (1993). Deras mest kända låt är "Can I Kick It?" från debutalbumet. Den är bland annat med i soundtracket för filmen The Wackness (2008).

## Historia

### The Ummah
1996 tog A Tribe Called Quest in en ung och lovande hiphopproducent vid namn Jay Dee i gruppen som ny medproducent. Gruppen skapade produktionsteamet The Ummah som bestod av Q-Tip, Ali Shaheed Muhammad och Jay Dee. Från 1995 och framåt stod The Ummah som producent för gruppens alla följande låtar och album.

### Återförening
Phife Dawg drabbades av Typ 1-diabetes i maj 1990. På grund av att den behandlats illa blev han inlagd för dialys 2000. Efter att ha väntat i två år fick han genomgå en njurtransplantation 2008 som blev framgångsrik. 2006 återförenades A Tribe Called Quest efter att Phife Dawg frågat alla de andra medlemmarna att hjälpa honom att betala alla sjukhusräkningar.
2011 släpptes dokumentärfilmen Beats, Rhymes & Life: The Travels of a Tribe Called Quest, regisserad av Michael Rapaport, där man får följa gruppen på nära håll genom hela dess historia.
Phife Dawg avled 22 mars 2016 till följd av Typ 1-diabetes. Gruppen släppte sitt sjätte och sista album We Got It from Here... Thank You 4 Your Service 11 november samma år, åtta månader efter Phife Dawgs bortgång.

## Diskografi

### Studioalbum
- 1990 – People's Instinctive Travels and the Paths of Rhythm
- 1991 – The Low End Theory
- 1993 – Midnight Marauders
- 1996 – Beats, Rhymes and Life
- 1998 – The Love Movement
- 2016 – We Got It from Here... Thank You 4 Your Service

### Samlingsalbum
- 1992 – Revised Quest for the Seasoned Traveller
- 1999 – The Anthology
- 2003 – Hits, Rarities & Remixes
- 2006 – The Lost Tribes
- 2008 – The Best of A Tribe Called Quest

## Filmografi
- 2011 – Beats, Rhymes & Life: The Travels of A Tribe Called Quest